# Gnatholymnaeum spurcum
Gnatholymnaeum spurcum är en skalbaggsart som först beskrevs av Blackburn 1881.  Gnatholymnaeum spurcum ingår i släktet Gnatholymnaeum och familjen jordlöpare. Inga underarter finns listade i Catalogue of Life.